# Ісаак Іоель Лінецький
Іцхак-Йоель Лінецький (їд. יצחק יואל לינעצקי‎; 8 вересня 1839, Вінниця — 23 вересня 1915, Одеса) — письменник-сатирик єврейського походження, класик єврейської літератури, прозаїк, поет, публіцист. Його автобіографічна повість «Польський хлопчик» стала справжньою сенсацією і витримала десятки видань по всій Європі. Творив також пісенну лірику, впорядковував історичні матеріали.

## Біографія
Народився у Вінниці  в хасидській єврейській родині. Його батько був міським рабином. Виховувався в дусі хасидизму. З ранного дитинства Лінецький почав вивчати релігійні науки, виявляючи при цьому чудові здібності, за що в місті набув слави вундеркінда. У 1855 р. Лінецький вже мав рабинський диплом (Semichah). Ставши юнаком, він потай від батька зацікавився ідеями маскілів. На той час у Вінниці вже існував невеликий гурток маскілів, члени якого активно пропагували свої ідеї. Дослухаючись до них, Лінецький став ухилятися від точного дотримання всіх релігійних традицій. Батько, розлючений такою поведінкою сина, вирішив відвернути його увагу від цього, оженивши 14-річного Іцхака на 12-річній дівчинці. Проте Лінецький за короткий час переконав свою юну дружину в правильності просвітницький ідей. Батька це розлютило до такої міри, що він розлучає його і женить вдруге цього разу на глухій дівчині. Через постійний тиск з боку батька Лінецький втік до Одеси, де отримав світську освіту. При спробі виїхати до Німеччини для продовження освіти його зупинили на кордоні та фактично полоненим привезли назад до Вінниці. Однак дух непокори і вільнодумства назавжди поселився в серці Лінецького. Розірвавши шлюб із другою дружиною, у 1862 році проти волі батька, він таємно виїхав до Житомира. У 1862—1863 рр. навчається в рабинській семінарії.
В Житомирі, на відмінну від Вінниці, просвітницькі ідеї були набагато поширенішими. Там Іцхак близько зійшовся з Еліезером Цві Цвайфелем та відчув потяг до літературної діяльності. В Житомирі видає свою першу збірку віршів «Der böser Marschalek». Потім Лінецький переїжджає до Києва, і заробляв там на життя викладацькою діяльністю та паралельно бере активну участь у літературному житті.
У цей час він пише свій найвідоміший роман «Польський хлопчик». Коли 1868 року перші розділи з'явилися в часописі «Kol Mebasser», твір привернув увагу великої кількості читачів, а часопис відразу збільшив тираж. Читачі з нетерпінням чекали появу кожного наступного номера. У наступні роки твір кілька разів перевидавався окремою книжкою.
У 1865 році він одружився втретє, цього разу з коханою жінкою. Після одруження для нього почався період поневірянь, під час якого він жив у багатьох містах і селах півдня Росії. У той час він заробляв на життя викладанням, бухгалтерією, торгівлею та іншими заняттями.
У другій половині 1870-х років Лінецький спробував видавати у Львові, що тоді входив до складу Австро-Угорщини і Румунії, газету мовою ідиш «Ісролик», але вона не знайшла свого постійного читача.
У 1882 році він оселився в Одесі і заробляв на життя літературною творчістю. У той час він був ентузіастом сіонізму. Тоді він перекладає мовою ідиш ряд історичних та літературних творів.
Плекаючи надію на те, що продовження «Польського хлопчика» приверне до нього увагу читачів і поліпшить матеріальне становище. Лінецький 1888 року видав продовження роману під назвою «Черв'яки у хріні» (пізніше вян мав також назву «Ні живий, ні мертвий, або Син польського хлопчика»), однак читацький інтерес до продовження був значно слабший. Наступні твори письменника вже не мали такого успіху.
У 1890 році деякі його друзі відзначили 25 років його літературної діяльності, але відтоді він був майже забутий єврейською громадськістю.
Помер Іцхак Иоель Лінецький 23 вересня 1915 року в Одесі у віці 74 років.

## Твори
Лінцький писав обома мовами: івритом та ідиш.
Його першим твором на ідиш була сатира під назвою «Gezucht on gezucht on gezucht meyns» («Я шукав, шукав і знайшов своє»), яка була опублікована в тижневику «Kol Mevaser» у лютому 1867 року. У червні того ж року він почав друкувати в газеті свій великий твір, завдяки якому став відомим у всьому єврейському світі: «Dos polishe yingl» («Хлопчик-поляк»). Від початку публікації в газеті оповідання було дуже популярним, і люди збиралися біля редакції, щоб отримати новий номер із продовженням оповідання. Великий успіх спонукав видавця Олександра Цедербаума випустити повість окремо ще до завершення серії.
Згодом почав публікувати власні твори. Спочатку він опублікував свої сатиричні народні пісні «Der Beizer Marschalik» («Сварливий клоун»), а пізніше «Der Welt-Louch von Jahr in Kesef», в яких висміював різні явища в єврейському житті, особливо серед євреїв-хасидів. У 1876 році Блумберг разом зі своїм другом дитинства Голдфденом випустив періодичне видання під назвою «Ізраїль: газета для всього Ізраїлю» (Israelik: A Newspaper for All Israel), яке не мало успіху і незабаром було закрито. Одним із найвпливовіших його творів було оповідання «The Vibares», яке стало продовженням його книги «The Polish Boy». Будучи затятим сіоністом, він видав кілька публікацій, у яких проповідував заселення землі Ізраїлю: «Америка — флот землі Ізраїлю» (1882), «Ахер афер ахін» («Тут чи там») тощо. До початку 1890-х років він був дуже активним і опублікував серію сатиричних творів, у яких нападав не лише на хасидів, але й на освічених людей, бізнесменів усіх мастей та асимільовану інтелігенцію. Також працював перекладачем. Серед іншого він вільно переклав і адаптував: монументальну історичну книгу Цві Ґратца «Історія єврейського народу» («Di Geschichte fin'm Yidishen F'alk») у 4 томах (1883—1885), «Натан Мудрий» («Nathan der Hacham») Ефраїма Ґотхольда Лессінга (1884) та «Kutzo Sh'el Yod» («Iber a Pintele») Ялги. Він писав під псевдонімом «Алі-Кацін ХаЦахкуелі».